# Creu Malosa
La Creu Malosa és una muntanya de 1.383 metres que es troba al municipi de Sant Jaume de Frontanyà, a la comarca catalana del Berguedà.